# Smaragdina flavicollis
Smaragdina flavicollis es una especie de insecto coleóptero de la familia Chrysomelidae.
Fue descrita científicamente en 1825 por Charpentier.